# Wurmbea variabilis
Wurmbea variabilis är en tidlöseväxtart som beskrevs av Rune Bertil Nordenstam. Wurmbea variabilis ingår i släktet Wurmbea och familjen tidlöseväxter. Inga underarter finns listade i Catalogue of Life.